# El otro
El otro é uma telenovela mexicana, produzida pela Televisa e exibida em 1960 pelo Telesistema Mexicano.

## Elenco
- Julio Alemán
- Amparo Rivelles
- Anita Blanch
- Isabelita Blanch
- Eduardo Alcaraz
- Germán Robles
- Olivia Mitchel
- Antonio Raxel